# Східно-Ведмедівське газоконденсатне родовище
Східно-Ведмедівське газоконденсатне родовище — належить до Машівсько-Шебелинського газоносного району Східного нафтогазоносного регіону України.

## Опис
Розташоване в Харківській області на відстані 22 км від смт Нова Водолага.
Знаходиться в південно-східній частині приосьової зони Дніпровсько-Донецької западини в межах Хрестищенсько-Єфремівського структурного валу.
Структура виявлена в 1970-71 рр. По покрівлі картамиської світи пермі вона являє собою антикліналь широтного простягання, східна перикліналь якої зруйнована соляним штоком. Девонські соляні маси піднялись до тріасових відкладів, сформувавши козирьок. Розміри підняття по ізогіпсі -3300 м і діагонального порушення 2,2х1,6 м. Перший промисл. приплив газу отримано з відкладів авіловської світи верхнього карбону з інт. 3763-3803 м у 1976 р.
Поклад масивно-пластовий, склепінчастий, тектонічно екранований та літологічно обмежений. Режим покладів газовий.
Експлуатується з 1978 р. Запаси початкові видобувні категорій А+В+С1: газу — 2507 млн. м³; конденсату — 114 тис. т.